# Falsilunatia
Genre
Falsilunatia est un genre de mollusques gastéropodes de la famille des Naticidae. L'espèce-type est Falsilunatia patagonica.

## Liste d'espèces
Selon World Register of Marine Species (29 octobre 2017) :
- Falsilunatia ambigua (Suter, 1913)
- Falsilunatia amphiala (Watson, 1881)
- Falsilunatia benthicola (Dell, 1990)
- Falsilunatia carcellesi (Dell, 1990)
- Falsilunatia eltanini Dell, 1990
- Falsilunatia falklandica (Preston, 1913)
- Falsilunatia fartilis (Watson, 1881)
- Falsilunatia joubini (Lamy, 1911)
- Falsilunatia nigromaculata (Lamy, 1911)
- Falsilunatia notorcadensis Dell, 1990
- Falsilunatia patagonica (Philippi, 1845)
- Falsilunatia pseudopsila Barnard, 1963
- Falsilunatia scotiana (Dell, 1990)
- Falsilunatia subperforata Dell, 1956
- Falsilunatia xantha (Watson, 1881)